# Raed al-Saleh

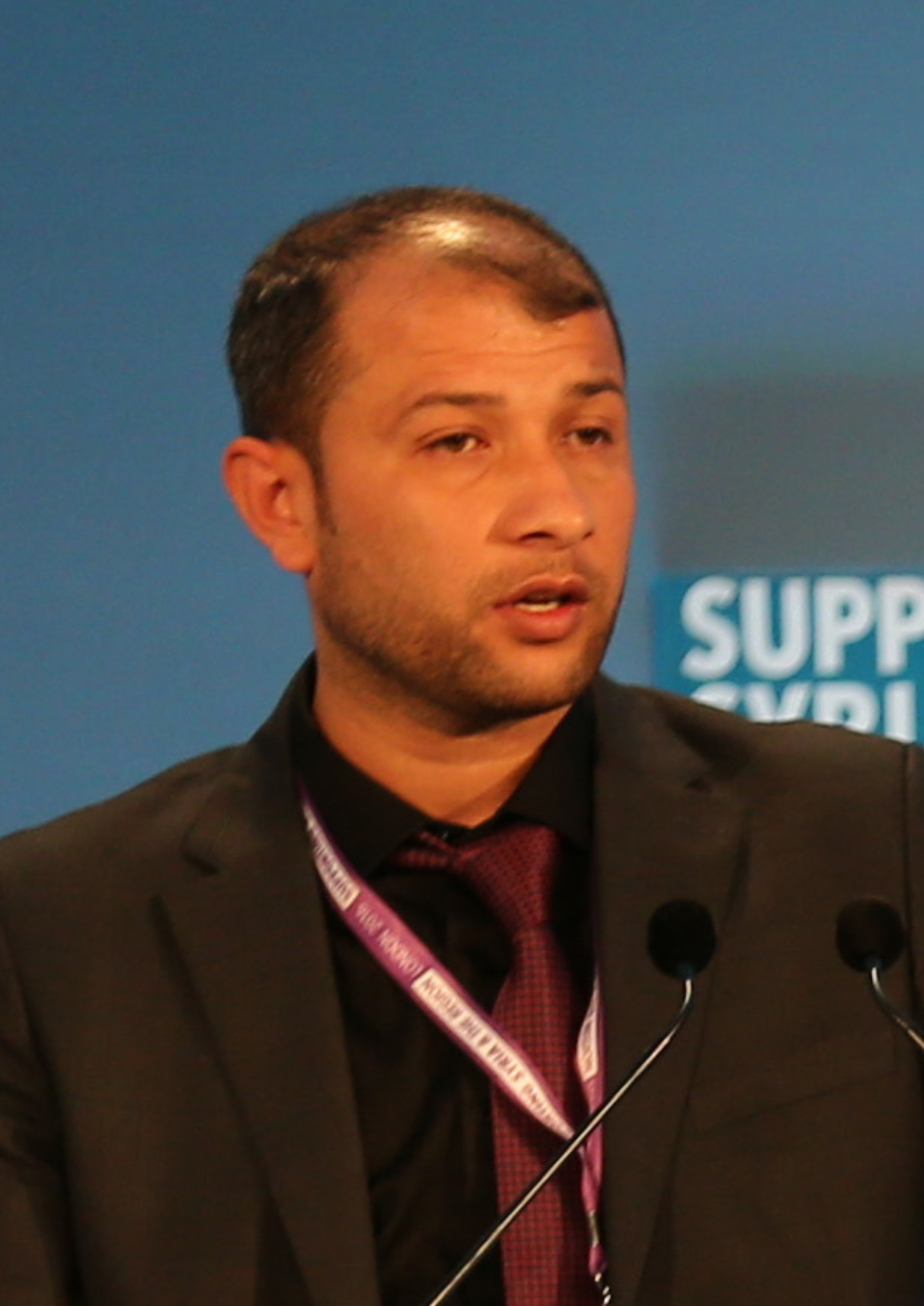
Raed Al Saleh, 2016

Raed al-Saleh (arabisch رائد الصالح, DMG Rāʾid aṣ-Ṣāliḥ; * 1983 in Dschisr asch-Schughur, Gouvernement Idlib, Syrien) ist ein syrischer Menschenrechtsaktivist und Regierungsbeamter. Am 29. März 2025 wurde er zum Minister für Notfall- und Katastrophenmanagement in der zweiten syrischen Übergangsregierung ernannt.
Zuvor war al-Saleh Leiter der Weißhelme, einer zivilen Rettungsorganisation, die in den von der bisherigen Opposition kontrollierten Gebieten Syriens tätig ist. Für diese humanitäre Arbeit wurde er 2017 vom Time Magazin als einer der 100 einflussreichsten Menschen des Jahres benannt.

## Wirken
Al-Saleh spielte eine Schlüsselrolle bei der Leitung der Weißhelme, indem er Such- und Rettungsaktionen, medizinische Hilfe und Katastrophenhilfe in den vom Krieg zerrütteten Regionen Syriens organisierte. Unter seiner Führung hat die Organisation internationale Anerkennung für ihre humanitäre Arbeit erhalten und wurde mehrfach ausgezeichnet, unter anderem mit dem Right Livelihood Award und einer Nominierung für den Friedensnobelpreis.
Nach seinem Rücktritt als Leiter der Weißhelme wurde al-Saleh am 29. März 2025 zum ersten Minister für Notfall- und Katastrophenmanagement in der zweiten syrischen Übergangsregierung ernannt, wo er fortan auf nationaler Ebene für Krisenreaktion und humanitäre Koordination verantwortlich ist.

## Auszeichnungen
2017 wurde er al-Saleh vom Time Magazin als einer der 100 einflussreichsten Menschen des Jahres geehrt.